# Lythronax
Lythronax (från grekiskans lytrhon, 'blodsspillan', och anax, 'kung') är ett släkte dinosaurier. Fossil efter den påträffades 2009 i södra Utah i USA, där den tros ha levt under senare delen av den geologiska perioden krita, för cirka 80 miljoner år sedan. Lythronax ingick i underordningen theropoder och familjen tyrannosauridae, dit den mer kända Tyrannosaurus också räknas.
De första fynden efter Lythronax publicerades och namngavs i en artikel i Public Library of Science 2013. Det betraktas som det hittills äldsta kända släktet inom tyrannosauridae och ses som ett viktigt fynd för att bättre förstå gruppen och de olika släktenas inbördes släktskap.

## Beskrivning

Storleksjämförelse mellan L. argestes och människa

Typarten L. argestes var omkring 8 meter lång från nos till svansspets och nådde en vikt på cirka 2,5 ton. Lythronax var bipedala rovdjur med relativt korta armar. L. argestes hade två fingrar och tre tår.
Precis som släktingen Tyrannosaurus Rex hade Lythronax argestes vassa tänder och en bred skalle. Den breda skallen och de framåtriktade ögonen gav dinosaurien ett brett, binokulärt synfält och var en av många delade egenskaper med Tyrannosaurus Rex.
Ögonens riktning gjorde det möjligt för Lythronax argestes att uppfatta djup i landskapet och lättare att bedöma avstånd till bytesdjur. Nosen vart ganska kort och tänderna vassa. Även om de flesta nulevande rovdjur har ett binokulärt synfält, saknade andra Tyrannosauroider den breda skallen och det binokulära synfältet. De enda Tyrannosauroiderna med dessa egenskaper var Tyrannosaurus Rex och Lythronax argestes. Båda härrör troligtvis från en ännu oupptäckt, gemensam förfader.
Lyhtronax argestes utvecklade redan egenskaper som man trodde var unika för Tyrannosaurus Rex, som en bred skalle och ganska kort nos, tio miljoner år innan Tyrannosaurus Rex uppstod.

## Paleobiologi
Det är fortfarande ganska oklart vilket levnadssätt som Lythronax argestes och andra upptäckta arter ur släktet hade. Dess miljö utgjordes av vidsträckta kustområden med flod och ebb, på ökontinenten Laramidia. Faunan utgjordes av många olika dinosauriearter, främst herbivorer. Hadrosaurider, sauropoder samt Nodosaurider är några växtätare som levde på Laramidia. 
Den korta nosen indikerar på att L. argestes jagade och dödade bytesdjur, till skillnad från exempelvis Spinosaurus, vars långa nos var för skör för jakt. Denna dinosaurie fiskade samt livnärde sig på as istället.
Det fanns en säker tillgång till föda för Lythronax argestes. Laramidia hyste en stor biodiversitet av vertebrater, och relativt få rovdjur i förhållande till växtätarpopulationen.
Andra rovdjur som levde på Laramidia var arter ur familjen Troodontidae och andra Tyrannosauroider som skulle ha kunnat konkurrera om föda och framförallt livsutrymme. Tyrannosauroiderna vart isolerade på Laramidia och kunde utvecklas till många olika arter.

## Utbredning
Lyhtronax argestes levde på ökontinenten Laramidia som vart belägen i norra Nordamerika. Denna art, liksom andra kortnosade Tyrannosauroider levde på kontinentens södra delar, medan mer långnosade rovdjur levde i norr.

## Utdöende
Lythronax dog ut för omkring 65 miljoner år sedan under den geologiska åldern Maastricht. Maastricht var den sista geologiska tidsåldern med stora, landlevande dinosaurier. Mycket tyder på att typarten Lyhtronax argestes dog ut i samband med det stora asteroidnedslaget som orsakade dinosauriernas massutdöende.